# 九広軽鉄川崎電車

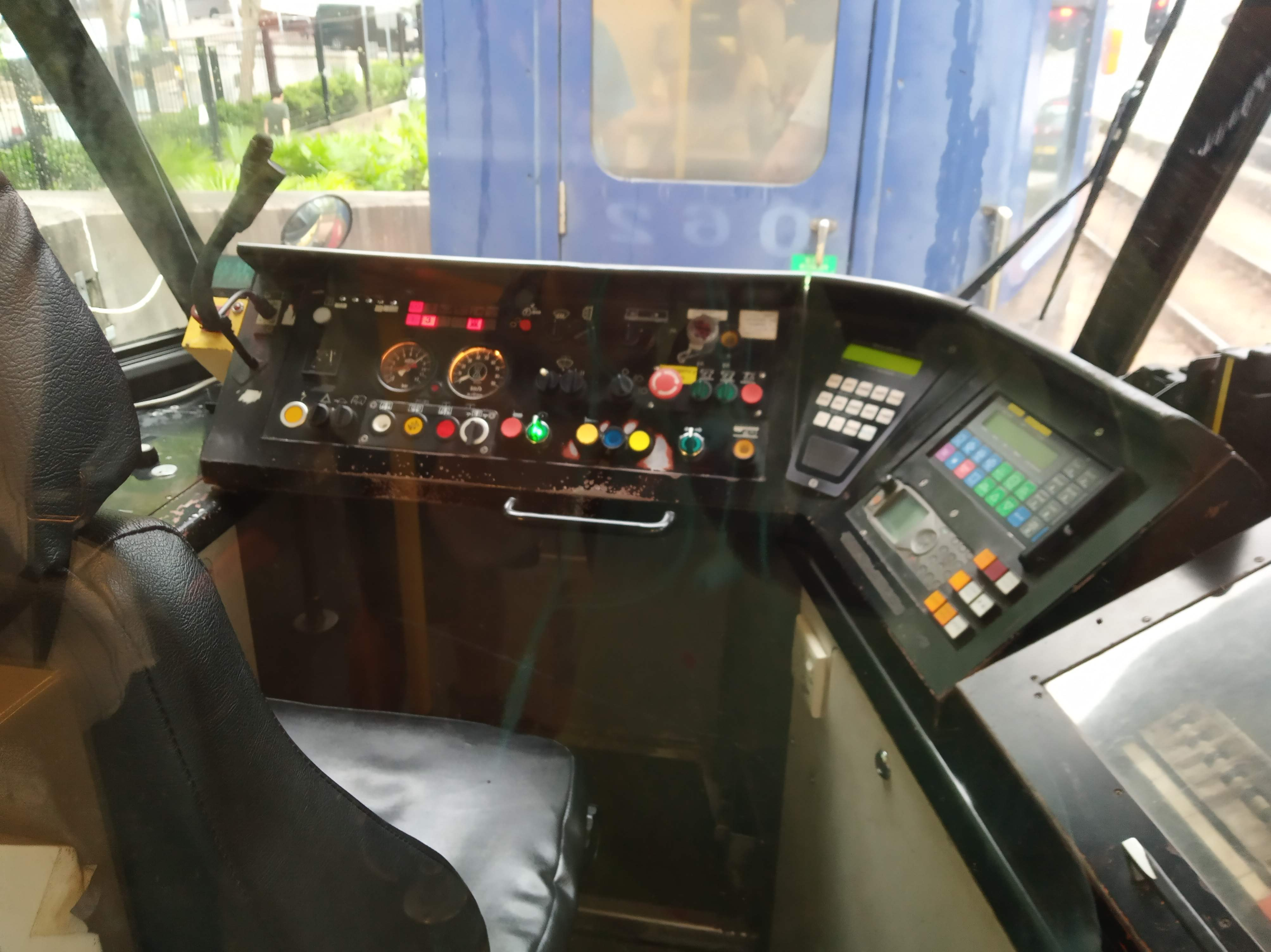
運転台

川崎電車（かわさきでんしゃ）は、かつて香港の九広鉄路（KCR）が保有する直流電車。川崎重工業製のためこう呼ばれている。2007年12月2日から、香港鉄路（港鉄 MTR）に貸し出す形をとっていて、現在は運行終了になっている。

## 概要
天水囲支線の1993年9月開業にあわせて、九広鉄路（KCR）が1992年に川崎重工業より30両購入し、軽軌（ライトレール）路線で使用している。全て電動車であるが、1071号～1090号が片運転台、1201号～1210号は運転台無しとなっている。
入線当時は橙色に塗装されていたが、1997年～2000年にかけて現在の塗装に変更されている。行先表示機は前面の方向幕のみで、後部にはなかったのだが、2002年～2003年にかけてLED式に換装し、後部にも路線番号を表示するようになった。この他2005年にはアコモデーションの改造が行われ、座席数を26に減じて、その空いたスペースに4組の半座位（Poach seats）を設置し定員を254人に増やしている。
当車両は更新計画がなく、全編成がMTRが新規購入する第5期車両で全て置き換えする予定になっている。
2023年2月26日のラストラン運転が実施され、全車両が除籍。30年間の運行に幕を閉じた。

## 関連項目

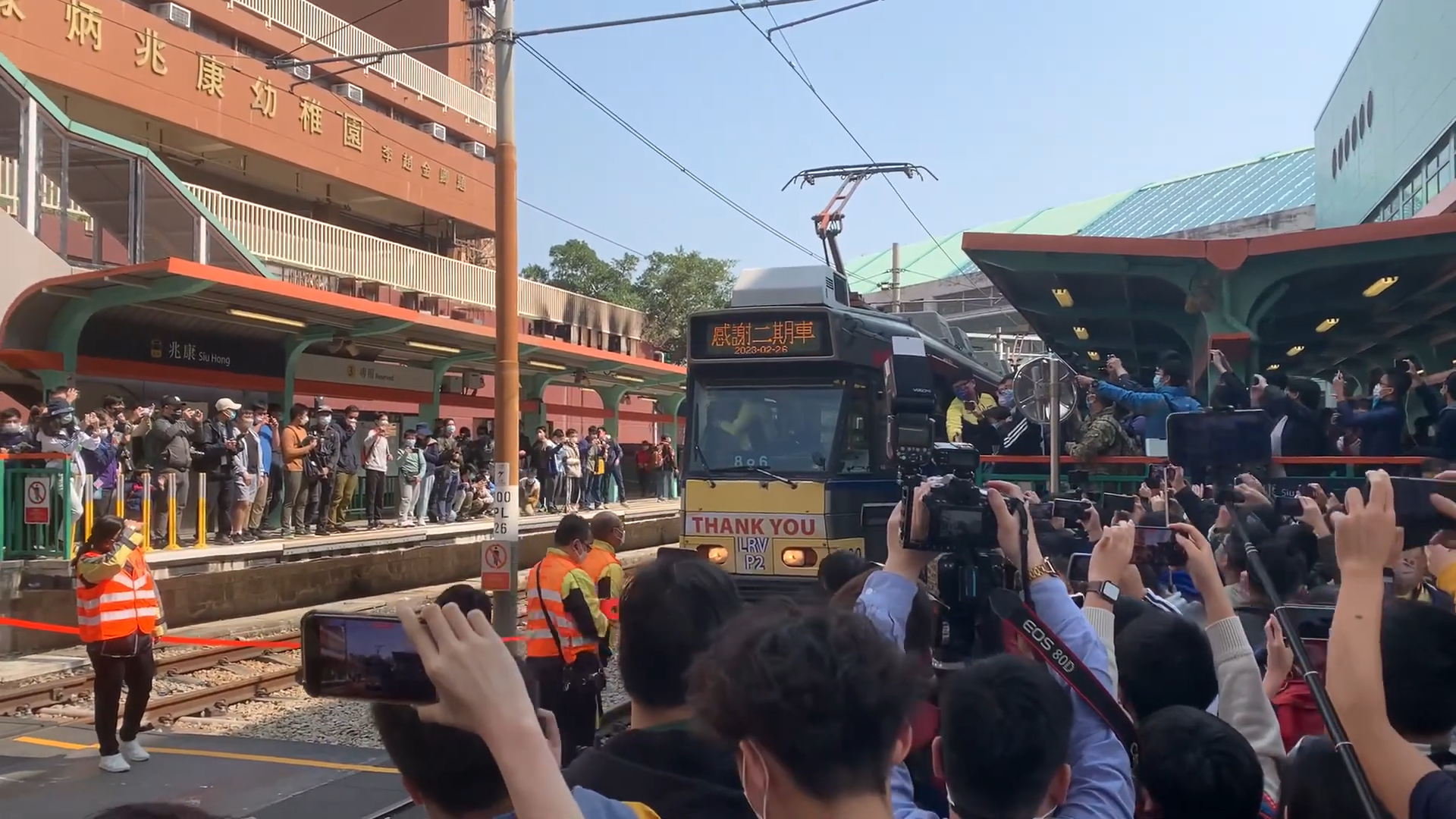
2023年2月26日川崎電車のさよなら運転